# Lubor Maťa
Lubor Maťa (* 29. ledna 1960 Ústí nad Labem) je český nakladatel (Maťa) a organizátor hudebních festivalů (Magorovo Vydří, Zelený tulipán). Studoval na ČVUT, ale školu nedokončil. Později pracoval například v prádelně a několik let v kotelně. Už v té době se věnoval vydávání knih v samizdatu. Po Sametové revoluci založil knižní distribuční firmu, z níž v roce 1999 vznikl velkoobchod Kosmas. V roce 1993 vzniklo nakladatelství Maťa. To se zaměřuje převážně na undergroundovou a alternativní literaturu a vydalo přibližně 300 knih v řadě edicí, včetně Bouře (básnické sbírky, např. František Gellner, Ivan Martin Jirous a Pavel Zajíček), Cesty tam a zase zpátky (zahraniční próza, např. William Seward Burroughs, William Saroyan a Irvine Welsh), Česká radost (čeští autoři, např. Jan Pelc, Iva Pekárková a Bohumil Hrabal), Nevstoupíš jednou (výbory z básní amerických autorů, např. Gregory Corso, Allen Ginsberg a Lawrence Ferlinghetti) a Poe´r´zie (písňové texty např. skupin Mňága a Žďorp, The Plastic People of the Universe a Psí vojáci). Zpívá v hudební skupině Sbor břežanských kastrátů, působící od roku 2004; své jediné album Lublaňská sbor vydal v roce 2014.